# 2067 Акснес
2067 Акснес (1936 DD, 1951 AG, 1965 UV, 1971 QH2, 1973 UR2, 1975 BD1, 2067 Aksnes) — астероїд головного поясу, відкритий 23 лютого 1936 року.
Тіссеранів параметр щодо Юпітера — 3,027.